# Полиатлон
Полиатло́н — вид спорта, включающий несколько видов спортивного многоборья.

## История
В 1992 году полиатлон создан как вид спорта в Российской Федерации.
За основу взяли существовавшие в СССР программы «Многоборий ГТО» и детских многоборий «Старты Надежд». Отличительными особенностями полиатлона являются доступность, оздоровительная направленность и возможность заниматься этим видом спорта лицам различного возраста, пола и интересов.

В 1929 году ЦК ВКП (б) принял постановление «о физкультурном движении». Центральный Комитет указал на необходимость устранения имеющихся недостатков в развитии массового физкультурного и спортивного движения.
24 мая 1930 года «Комсомольская правда» высказала мысль о необходимости введения единого критерия для оценки всесторонней физической подготовленности молодежи. Предлагалось установить специальные нормы и требования, а тех, кто их выполнит, награждать значком. Инициатива Ленинского комсомола получила признание в широких кругах общественности. Всесоюзный совет физической культуры (ФК) разработал проект «Готов к труду и обороне СССР» (комплекс ГТО), который обсуждался в различных общественных организациях страны.
7 марта 1931 года по инициативе комсомольской организации в целях всесторонней подготовки населения к защите Родины; привлечения трудящихся и подрастающего поколения к регулярным занятиям физическими упражнениями как одного из средств повышения производительности труда; воспитания смелости, воли, умения преодолевать трудности, физической закалки, укрепления здоровья, создания фундамента советской системы физического воспитания Всесоюзный совет ФК утвердил положение о физкультурно-спортивном комплексе (ФСК) ГТО I ступени.
11 марта 1931 года утверждён Первый Всесоюзный физкультурный комплекс «Готов к труду и обороне».
1932 — ФСК ГТО II ступени.
1934 — ФСК для детей «Будь готов к труду и обороне СССР».
1938 — начали проводиться всесоюзные соревнования по различным программам многоборья ГТО.
1939 — Советом народных комиссаров СССР учреждён «Всесоюзный день физкультурника» и комплекс «ГТО СССР».
1974 — многоборье ГТО входит в Единую Всероссийскую спортивную классификацию (ЕВСК). За выступления на всесоюзных первенствах по многоборьям ГТО стали присуждаться спортивные разряды и звания.
В 1990-е гг комплекс ГТО фактически прекратил свое существование.
В целях дальнейшего совершенствования государственной политики в области физической культуры и спорта (ФКиС), создания эффективной системы физического воспитания, направленной на развитие человеческого потенциала и укрепление здоровья населения, Указом президента Российской Федерации от 24 марта 2014 года № 172 в РФ с 1 сентября 2014 года возрождён и введён в действие Всероссийский физкультурно-спортивный комплекс (ВФСК) ГТО.
29 августа 2019 года в Министерстве спорта (Минспорт) России состоялась комиссия по признанию новых дисциплин и включению их во Всероссийский реестр. Полиатлон пополнился четырьмя новыми дисциплинами, среди которых: 6-борье с бегом (ГТО).

## Дисциплины в полиатлоне
Для включения в программы официальных соревнований по полиатлону, этот вид спорта включает в себя следующие спортивные дисциплины:
- 6-борье с бегом;
- 5-борье с бегом;
- 4-борье с бегом;
- 3-борье с бегом;
- 3-борье с лыжероллерной гонкой;
- 2-борье с бегом;
- 4-борье с лыжной гонкой;
- 3-борье с лыжной гонкой;
- 2-борье с лыжной гонкой;
- Командные соревнования.

## Содержание спортивных дисциплин в полиатлоне

### 6-борье с бегом
— стрельба из пневматической винтовки (упражнение IIа-ВП: 5 выстрелов, 10 м, стоя с опорой локтей о стойку, время на стрельбу 10 минут);
— бег на среднюю дистанцию (у мальчиков и девочек 11—12 лет бег 1500 м (1,5 км); у юношей 13—15 лет, у девушек 13—17 лет, у юниорок 17—25 лет бег 2000 м (2 км); у юношей 16—17 лет, у юниоров 17—25 лет бег 3000 м (3 км));
— спринт в беге (у мальчиков и девочек 11—12 лет, у девушек и юношей 13—15 лет бег 60 м, у девушек и юношей 16—17 лет, у юниоров и юниорок 17—25 лет бег 100 м);
— спринт в плавании (50 м);
— метание (у мальчиков и девочек 11—12 лет, у девушек и юношей 13—15 лет мяч 150 г; у девушек 16—17 лет, у юниорок 17—25 лет спортивный снаряд 500 г; у юношей 16—17 лет, у юниоров 17—25 лет спортивный снаряд 700 г);
— силовая гимнастика (мальчики, юноши, юниоры — сгибание и разгибание рук в висе (подтягивания) в течение трёх минут; девочки, девушки, юниорки — сгибание и разгибание рук в упоре лёжа (отжимания) в течение трёх минут).

### 5-борье с бегом
— стрельба из пневматической винтовки (у мальчиков и девочек 12—13 лет упражнение IIIа-ВП (10 выстрелов, 10 м, стоя с опорой локтей о стойку); у юношей и девушек 14—15, 16—17 лет, юниоров и юниорок 18—20, 21—23 лет, мужчин и женщин упражнение III-ВП (10 выстрелов, 10 м, стоя));
— бег на среднюю дистанцию (у мальчиков и девочек 12—13 лет, девушек 14—15 лет бег 1000 м; у юношей 14—15 лет, девушек 16—17 лет, юниорок 18—20 лет, 21—23 лет, женщин бег 2000 м; у юношей 16—17 лет, юниоров 18—20 лет, 21—23 года, мужчин бег 3000 м);
— спринт в беге (у мальчиков и девочек 12—13 лет, девушек и юношей 14—15 лет бег 60 м; у юношей и девушек 16—17 лет, юниоров и юниорок 18—20, 21—23 лет, мужчин и женщин бег 100 м);
— спринт в плавании (у мальчиков и девочек 12—13 лет, девушек и юношей 14—15 лет плавание 50 м; у юношей и девушек 16—17 лет, у юниоров и юниорок 18—20, 21—23 лет, мужчин и женщин плавание 100 м);
— метание (у мальчиков и девочек 12—13 лет мяч 150 г; у девушек 14—15 лет спортивный снаряд 300 г; у юношей 14—15 лет, девушек 16—17 лет, юниорок 18—20, 21—23 лет, женщин спортивный снаряд 500 г; у юношей 16—17 лет, юниоров 18—20, 21—23 лет, мужчин спортивный снаряд 700 г).

### 4-борье с бегом
— стрельба из пневматической винтовки;
— бег на среднюю дистанцию (1000 м или 2000 м);
— спринт в беге (60 м или 100 м);
— спринт в плавании (50 м или 100 м).

### 3-борье с бегом
— стрельба из пневматической винтовки;
— бег на среднюю дистанцию (1000 м или 2000 м);
— силовая гимнастика (мальчики — сгибание и разгибание рук в висе (подтягивания); девочки — сгибание и разгибание рук в упоре лёжа (отжимания)).

### 3-борье с лыжероллерной гонкой
— стрельба из пневматической винтовки;
— лыжероллерная гонка (в зависимости от возраста и пола от 2 до 10 км);
— силовая гимнастика (мальчики — сгибание и разгибание рук в висе (подтягивания); девочки — сгибание и разгибание рук в упоре лёжа (отжимания)).

### 2-борье с бегом
— бег на среднюю дистанцию (в зависимости от возраста и пола 500 м или 2 км);
— силовая гимнастика (мальчики — сгибание и разгибание рук в висе (подтягивания); девочки — сгибание и разгибание рук в упоре лёжа (отжимания)).

### 4-борье с лыжной гонкой
— стрельба из пневматической винтовки;
— лыжная гонка (в зависимости от возраста и пола от 2 до 5 км);
— силовая гимнастика (мальчики — сгибание и разгибание рук в висе (подтягивания); девочки — сгибание и разгибание рук в упоре лёжа (отжимания));
— прыжок в длину с места.

### 3-борье с лыжной гонкой
— стрельба из пневматической винтовки;
— лыжная гонка (в зависимости от возраста и пола от 2 до 10 км);
— силовая гимнастика (мальчики — сгибание и разгибание рук в висе (подтягивания); девочки — сгибание и разгибание рук в упоре лёжа (отжимания)).

### 2-борье с лыжной гонкой
— лыжная гонка (в зависимости от возраста и пола от 2 до 10 км);
— силовая гимнастика (мальчики — сгибание и разгибание рук в висе (подтягивания); девочки — сгибание и разгибание рук в упоре лёжа (отжимания)).

### командные соревнования
— стрельба из пневматической винтовки;
— лыжная эстафета (в зависимости от возраста и пола от 3×2 км до 3×5 км).